# Aegialites alaskaensis
Aegialites alaskaensis är en skalbaggsart som beskrevs av Zerche 2004. Aegialites alaskaensis ingår i släktet Aegialites och familjen trädbasbaggar. Inga underarter finns listade i Catalogue of Life.